# Milosrđe
Milosrđe ili samilost slobodan je i dobrovoljan čin opraštanja kazne nekome tko je tu kaznu dobio ili mu je prijetila. Milosrđe je i dobrovoljna, svojevoljna pomoć nekome tko se našao u teškoj i nezavidnoj situaciji. Milosrđe pokazuje osoba koja je u boljem položaju od osobe kojoj prijeti kazna ili se našla u problemima. Ako je čovjek nešto dužan učiniti, onda to nije milosrđe. Ono je uvijek dobrovoljno i nenametnuto. Onaj kome je iskazano milosrđe, ne duguje ništa, osim eventualno zahvalnosti. Milosrđe se može odnositi na oprost zatvorske kazne, nekome tko je učinio prekršaj, zatim na humanitarno djelovanje i sl. Milosrđe u ratu pokazuje se kada se neprijatelj ostavi na životu (ako je nenaoružan i sl.).
Smatra se vrlinom u kršćanstvu, judaizmu, islamu, etici i viteštvu. Tema je književnih djela, pa se tako spominje u drami "Mletački trgovac" Williama Shakespearea. Portia traži Shylocka da mu iskaže milosrđe. Kada on upita zašto bi, ona mu kaže, da je milosrđe dvostruki blagoslov: blagoslivlja onoga koji pokazuje milosrđe i onoga koji ga prima. Dalje govori kako milosrđem kralj postiže više nego strahovladom jer je milosrđe božanska osobina te onaj tko je milosrdan, postaje Bogu sličan. 

## Naličje milosrđa
Milosrđe je vrlo česta tema Mozartovih opera, pa tako i opere "Titovo milosrđe". Glavni lik Tit u jednom trenutku kaže: "Nastaviti tu utrku već se odlučila moja vrlina. Vidjećemo, hoće li ustrajnija biti njihova izdaja, ili moje milosrđe. /.../ Neka se objavi u Rimu da sam još uvijek isti, da sve znam, svima opraštam i sve zaboravljam." Tema te Mozartove opere je i naličje milosrđa, kada ono nije posve dobronamjerno, nego ima i lošu stranu. Tit iskazuje milosrđe podanicima kako bi mu oni zauvijek bili dužni zahvalnost jer im je oprostio kada nije morao. U suvremenom svijetu poduzeća daju humanitarnu pomoć kako bi poboljšala ugled u društvu ili skrenula pozornost s propusta i neetičnog poslovanja. Razvijene zemlje konstantno pomažu nerazvijenima (humanitarnom pomoći, kreditima, itd.), izbjegavajući time ključno pitanje – svoje sudioništvo u uzroku situaciji nerazvijenih i suodgovornost za nju.

## Milosrđe u kršćanstvu
U kršćanstvu postoji pojam Božanskog Milosrđa, pod čime se podrazumijeva da Bog oprašta grijehe svakome koji se kaje zbog učinjenog zla. Temelj za shvaćanje i očekivanje Božjeg milosrđa je savez. Budući da je utemeljeno u odnosu tj. savezu, milosrđe je trajna vrlina. Milosrđu je bit u stalnosti. Sv. Faustina Kowalska imala je objave o Božjem Milosrđu, koje je opisala u knjizi "Dnevnik Faustine Kowalske". Isus je nadahnuo sv. Faustinu da svijetu približi i navijesti Božju ljubav, da izmoli Božje milosrđe za cijeli svijet, između ostaloga po novim oblicima štovanja Božjeg milosrđa preporučenim od Isusa: slika milosrdnog Isusa s potpisom: "Isuse, uzdam se u Tebe", svetkovina Božjeg milosrđa na prvu nedjelju nakon Uskrsa, krunica Božjeg milosrđa, molitva u sat milosrđa (15 h) i širenje štovanja Božjeg milosrđa. Glavna poruka je da Bog ni najvećega grešnika ne može kazniti ako zazove njegovo milosrđe te će mu u svome beskrajnom i neiscrpivom milosrđu oprostiti. Kršćani vjeruju da se Isus iz ljubavi i milosrđa prema ljudima rodio kao čovjek i kasnije trpio i umro na križu, da otkupi ljude od grijeha. On nije bio dužan to učiniti, nije morao, nego je to učinio iz milosrđa.